# Нюреть
Нюре́ть (чув. Нӳрет) — деревня в Моргаушском районе Чувашской Республики. Входит в состав Юськасинского сельского поселения.

## География
Находится в северо-западной части Чувашии, на расстоянии приблизительно 12 км на юг по прямой от районного центра села Моргауши.

## История
Известна с 1795 года как выселок села Преображенское (ныне Чувашская Сорма) с 6 дворами. В 1858 году был учтено 11 дворов и 62 жителя, в 1897—107 жителей, в 1926 — 28 дворов и 128 жителей, в 1939—158 жителей, в 1979 — 84. В 2002 году было 24 двора, в 2010 — 23 домохозяйства. В 1931 году был образован колхоз «Ворошилов», в 2010 действовало ГУП "ОПХ «Ударник».

## Население
Постоянное население составляло 80 человек (чуваши 100 %) в 2002 году, 66 в 2010.